# Brian Kidd Ridley
Brian Kidd Ridley, frequentemente citado como B.K. Ridley (2 de março de 1931), é um físico britânico.
Em 1964 tornou-se Lecturer, em 1967 Senior Lecturer, em 1971 Reader e em 1984 Professor da Universidade de Essex.
Recebeu a Medalha Dirac de 2001.

## Obras
- Time, Space and Things, Cambridge University Press 1976, 3. Edição 1995
- The Physical Environment, Ellis Horwood 1979
- Quantum Processes in Semiconductors, Oxford, Clarendon Press, 1982, 4. Edição 1999
- Electrons and Phonons in Semiconductor Multilayers, Cambridge University Press 1997, 2. Edição 2009
- On Science, Routledge 2001
- Reforming Science: Beyond Belief, Imprint Academic 2010